# Carl Alexander Raida
Carl Alexander Raida (* 4. Oktober 1852 in Paris; † 26. November 1923 in Berlin) war ein deutscher Komponist.

## Leben
Der Sohn eines Konsuls wurde an den Konservatorien in Stuttgart und Dresden musikalisch ausgebildet. Ab 1874 war Raida Theaterkapellmeister in Stolp, Görlitz, Posen und Breslau. Ab 1878 wirkte er am Viktoria-Theater in Berlin und während einer Saison am Berliner National- und Kroll-Theater. 1882 gründete er die Akademie für dramaturgischen Gesang und 1887 die Gesellschaft der Opernfreunde in Berlin. Ab 1895 war er am Deutschen Theater in München tätig und wurde dort 1896/1897 Direktor und Oberregisseur. Er kehrte später nach Berlin zurück. Er komponierte zahlreiche Possen, Ballette und Operetten.
Als Pseudonyme sind bekannt: Charles Adair, Charles Adiar, Jonny Bell, Raida, Carl A. oder Raida, C. A.

## Werke (Auswahl)
- Der Prinz von Luxenstein (1877)
- Des Königs Cadetten, komische Oper in einem Akt (um 1879), Text: Wilhelm Fellechner (1844–1881) OCLC 38078064
- Prinz Orlofsky (1882) eine (erfolglose) Fortsetzung der Operette Die Fledermaus von Johann Strauss, Operette in drei Akten, Text: Leon Treptow OCLC 776868103 (Digitalisat des Textbuchs der Library of Congress)
- Römischer Triumphmarsch aus dem Ballet Messalina op. 112  (ca. 1885) OCLC 633511789
- Capricciosa, Operette in drei Akten (1886) Text: Leon Treptow OCLC 21824154 OCLC 776868100 (Digitalisat des Textbuchs der Library of Congress)
- Der Glücksengel: oder, eine moderne Mascotte: Posse mit Gesang in 3 Acten (Wien 1886.) Posse von Leon Treptow[2] OCLC 1189265659
- Eine Liebesmähr in vier Liedern für 1 Singstimme mit Pianoforte (unbek.)
- Der Jäger von Soest Volks-Oper in 3 Akten mit freier Benutzung einer historischen Anekdote aus dem 30-järigen Krieg (1887),    auch Simplicius Simplicissimus, Text: Leopold Winternitz (1833–1911)  OCLC 776868098 (Digitalisat des Textbuchs der Library of Congress)
- Die Kinder des Capitain Grant (1894) OCLC 632897172
- Frau Venus – modernes Märchen in drei Aufzügen (dreizehn Bildern) (ca. 1893) Text: Ernst Pasqué und Oscar BlumenthaL OCLC 31421075 (Digitalisat des Textbuchs bei Google Books)
- Ein Kostüm, oder: Die Schnattergans Posse mit Gesang in 3 Akten und 5 Bildern (unbek.)
- Die Reise um die Erde in achtzig Tagen, nebst einem Vorspiel, auch Die Wette um eine Million, Text: Adolphe Philippe d’Ennery nach dem Roman von Jules Verne